# Le Souffle de l'enfer
Pour plus de détails, voir Fiche technique et Distribution.
Le Souffle de l'enfer (Storm Chasers: Revenge of the Twister) est un téléfilm américain réalisé par Mark Sobel et diffusé en 1998 à la télévision.

## Synopsis
En 1996 un ingenieur pilote son avion et est porté disparu a cause du tornade.

## Fiche technique
- Titre original : Storm Chasers: Revenge of the Twister
- Réalisation : Mark Sobel
- Scénario : Jeff Wynne
- Durée : 96 min
- Pays :  États-Unis
- Genre : Action, aventure

## Distribution
- Kelly McGillis : Jamie Marshall
- Wolf Larson : Will Stanton
- Liz Torres : Wallace Houston
- Adrian Zmed : Smitty
- James MacArthur : Frank Del Rio
- David Millbern : Tony Grant
- Martin Evans : Jim Marshall
- Rick Ravanello : Agent de sécurité
- Mary Black : Volontaire à l'église
- Michael Gelbart : Lecteur de données #1
- Jarrod Henry : Recruteur volontaire
- Tanja Reichert : Melanie
- Kathryn Anderson : Journaliste télé
- D. Neil Mark et Michael P. Northey : Membres de l'équipe de tournage
- Sheelah Megill : Femme
- Kirby Morrow : Chasseur de tornades